# Nędza (stacja kolejowa)
Nędza – stacja kolejowa położona we wsi Nędza, w powiecie raciborskim, w województwie śląskim.

## Ruch pasażerski
| Rok  | Wymiana pasażerska na dobę |
| ---- | -------------------------- |
| 2017 | 100-149                    |
| 2022 | 100-149                    |

## Nazwa
Stacja Nędza wielokrotnie zmieniała swoją nazwę. Od 1846 do 1896 nosiła nazwę Nensa, od 1896 do 1914 – Nendza, od 1914 do 1945 – Buchenau i ostatecznie od 1945 – Nędza.
20 maja 1954 roku Prezydium Wojewódzkiej Rady Narodowej w Opolu uchwaliło wystąpienie z wnioskiem do Komisji Ustalania Nazw Miejscowości i Obiektów Fizjograficznych przy Prezesie Rady Ministrów o zmianę nazwy stacji kolejowej Nędza w gminie Markowice na Borowiec Mały. Wniosek motywowano tym, że dotychczasowa nazwa miała "stanowić smutną pamiątkę okresu kapitalistycznego, nie odpowiadającą socjalistycznej rzeczywistości społecznej". Natomiast nazwę Borowiec wzięto "od nazwy części lasu, otaczającego dotychczasową gromadę Nędza.

## Połączenia
- Linie pasażerskie:
  - Kędzierzyn-Koźle – Racibórz – Bogumin
  - Katowice – Rybnik – Racibórz
  - Pszczyna – Rybnik – Racibórz
  - Rybnik – Racibórz

## Informacje
Nędza jest ważną stacją przesiadkową, ponieważ łączy linię kolejową z Rybnika w kierunku Raciborza z linią z Kędzierzyna Koźla.
Między peronami z których odjeżdżają pociągi w kierunku Rybnika a peronami przy których znajdują się tory do Kędzierzyna Koźla wznosi się nieczynny budynek dworca kolejowego. W końcowej części peronu (w kierunku Raciborza) znajduje się jednoosobowy schron z okresu II wojny światowej.
Przy stacji znajduje się także kilka bocznych torów postojowych na których na wolne tory lub jazdę manewrową oczekują składy towarowe.